# Сисак Медок
Сисак Медок (фр. Cissac-Médoc) насеље је и општина у југозападној Француској у региону Аквитанија, у департману Жиронда која припада префектури Лепар Медок.
По подацима из 2011. године у општини је живело 1832 становника, а густина насељености је износила 77,56 становника/km². Општина се простире на површини од 23,62 km². Налази се на средњој надморској висини од 80 метара (максималној 33 m, а минималној 5 m).

## Демографија
| 1962. | 1968. | 1975. | 1982. | 1990. | 1999. | 2011. |
| ----- | ----- | ----- | ----- | ----- | ----- | ----- |
| 877   | 882   | 941   | 1.251 | 1.472 | 1.536 | 1.832 |

График промене броја становника у току последњих година